# جاده ئی۴۲۰ اروپا
جاده ئی۴۲۰ اروپا (به انگلیسی: European route E420) یکی از جاده‌های درجه ۲ قاره اروپا است.
این جاده از شهر نیول (بلژیک) شروع شده و در شهر رنس (فرانسه) به پایان می‌رسد.